# Скоттс-Міллс (Орегон)
Скоттс-Міллс (англ. Scotts Mills) — місто (англ. city) в США, в окрузі Меріон штату Орегон. Населення — 419 осіб (2020).

## Географія
Скоттс-Міллс розташований за координатами 45°2′28″ пн. ш. 122°40′8″ зх. д. / 45.04111° пн. ш. 122.66889° зх. д. (45.040998, -122.668957).  За даними Бюро перепису населення США в 2010 році місто мало площу 0,92 км², уся площа — суходіл.

### Клімат
| Клімат : Скоттс-Міллс   | Клімат : Скоттс-Міллс | Клімат : Скоттс-Міллс | Клімат : Скоттс-Міллс | Клімат : Скоттс-Міллс | Клімат : Скоттс-Міллс | Клімат : Скоттс-Міллс | Клімат : Скоттс-Міллс | Клімат : Скоттс-Міллс | Клімат : Скоттс-Міллс | Клімат : Скоттс-Міллс | Клімат : Скоттс-Міллс | Клімат : Скоттс-Міллс | Клімат : Скоттс-Міллс |
| Показник                | Січ.                  | Лют.                  | Бер.                  | Квіт.                 | Трав.                 | Черв.                 | Лип.                  | Серп.                 | Вер.                  | Жовт.                 | Лист.                 | Груд.                 | Рік                   |
| Абсолютний максимум, °C | 20,6                  | 21,7                  | 22,2                  | 27,8                  | 36,1                  | 34,4                  | 36,7                  | 37,2                  | 36,7                  | 30,6                  | 24,4                  | 20,6                  | 37,2                  |
| Середній максимум, °C   | 6,6                   | 8,1                   | 9,2                   | 11,6                  | 15,1                  | 18,3                  | 22,2                  | 22,3                  | 19,9                  | 14,8                  | 9,0                   | 6,6                   | 13,6                  |
| Середній мінімум, °C    | −0,1                  | 0,6                   | 0,8                   | 2,0                   | 4,6                   | 7,3                   | 9,3                   | 9,6                   | 8,3                   | 5,2                   | 1,9                   | 0,2                   | 4,2                   |
| Абсолютний мінімум, °C  | −15,6                 | −17,8                 | −12,2                 | −7,8                  | −3,9                  | −1,7                  | 1,7                   | 2,2                   | −2,2                  | −8,3                  | −11,7                 | −21,1                 | −21,1                 |
| Норма опадів, мм        | 301                   | 232                   | 226                   | 167                   | 130                   | 85                    | 29                    | 39                    | 81                    | 166                   | 307                   | 320                   | 2082                  |
| Днів з опадами          | 20                    | 18                    | 20                    | 18                    | 16                    | 11                    | 6                     | 6                     | 9                     | 14                    | 19                    | 21                    | 178,0                 |
| ----------------------- | --------------------- | --------------------- | --------------------- | --------------------- | --------------------- | --------------------- | --------------------- | --------------------- | --------------------- | --------------------- | --------------------- | --------------------- | --------------------- |
| Джерело:                |                       |                       |                       |                       |                       |                       |                       |                       |                       |                       |                       |                       |                       |

## Демографія
Згідно з переписом 2010 року, у місті мешкало 357 осіб у 131 домогосподарстві у складі 93 родин. Густота населення становила 388 осіб/км².  Було 138 помешкань (150/км²).
Расовий склад населення:
| - 97,5 % — білих - 1,4 % — азіатів - 0,3 % — корінних американців |

До двох чи більше рас належало 0,8 %. Частка іспаномовних становила 2,2 % від усіх жителів.
За віковим діапазоном населення розподілялося таким чином: 24,9 % — особи молодші 18 років, 63,3 % — особи у віці 18—64 років, 11,8 % — особи у віці 65 років та старші. Медіана віку мешканця становила 40,8 року. На 100 осіб жіночої статі у місті припадало 115,1 чоловіків;  на 100 жінок у віці від 18 років та старших — 117,9 чоловіків також старших 18 років.
Середній дохід на одне домашнє господарство  становив 67 081 долар США (медіана — 66 389), а середній дохід на одну сім'ю — 76 227 доларів (медіана — 68 625). За межею бідності перебувало 12,6 % осіб, у тому числі 13,6 % дітей у віці до 18 років та 13,2 % осіб у віці 65 років та старших.
Цивільне працевлаштоване населення становило 229 осіб. Основні галузі зайнятості: освіта, охорона здоров'я та соціальна допомога — 36,2 %, роздрібна торгівля — 15,3 %, будівництво — 10,9 %, публічна адміністрація — 6,6 %.